# بابکن سیونی
بدروس پاریان (Պետրոս Փարեան؛ ۱۸۷۳ روستای آکن در ترکیه – ۲۶ اوت ۱۸۹۶ قسطنطنیه) شناخته با نام بابکن سیونی یک فعال سیاسی و انقلابی ارمنی بود وی از چهره‌های شاخص فدراسیون انقلابی ارمنی بود.
بابکن سیونی قهرمان ماجرای تسخیر بانک عثمانی در ۲۶ اوت ۱۸۹۶ بود.
در روز چهارشنبه ۲۶ ماه اوت ۱۸۹۶ در ساعت یک بعدازظهر، ۲۶ نفر ارمنی وابسته به فدراسیون انقلابی ارمنی (داشناکتسوتیون) به فرماندهی بابکن سیونی، پس از اینکه نگهبانان بانک عثمانی در قسطنطنیه را به ضرب گلوله از پای درآوردند ساختمان بانک را اشغال کردند. بابکن سیونی در بانک جان باخت و از ان پس آرمن گارو بود که دفاع از ساختمان بانک را در برابر نیروهای دولتی که می‌خواستند آن را پس بگیرند رهبری کرد.